# 乙醛缩二乙醇
乙醛缩二乙醇（英語：acetaldehyde diethyl acetal）或称为1,1-二乙氧基乙烷（英語：1,1-Diethoxyethane）是一些蒸馏酒类饮料中的主要调味成分，尤其是麦芽威士忌和雪利酒。尽管它只是许多含有缩醛官能团的化合物中的一种，但这种特殊的化学物质有时被简单地称为“缩醛”（"acetal"）。